# 亞歷克斯·克里澤夫斯基
亞歷克斯·克里澤夫斯基是一名烏克蘭裔加拿大計算機科學家，因其在人工神經網路和深度學習方面的工作而知名。在2012年以AlexNet贏得ImageNet挑戰賽後不久，他和他的同事將他們的創業公司DNN Research Inc.賣給Google。克里澤夫斯基在對工作失去興趣後，於2017年9月離開Google，到德薩公司工作，支持新的深度學習技術。他在機器學習和計算機視覺方面的許多論文經常被其他研究人員引用。他是CIFAR-10和CIFAR-100數據集的創建者。

## 外部連結
- 亞歷克斯·克里澤夫斯基 （页面存档备份，存于）的個人網頁